# Мотра проти Ґодзілли
«Мотра проти Ґодзілли» (яп. モスラ対ゴジラ, мосура тай ґодзіра) — японський фантастичний кайдзюфільм 1964 року, поставлений режисером Ісіро Хондою; сиквел фільмів «Кінг-Конга проти Ґодзілли» та «Мотри». Це четвертий фільм про гігатського динозавра Ґодзіллу, і другий про велетенського метелика Мотру. Також це її перша зустріч з Ґодзіллою. Після цього Мотра стала постійним персонажем інших фільмів про Ґодзіллу. Японський кінопрокат стрічки почався 29 квітня 1964 року.

## Сюжет
На пляжі, постраждалому від тайфуну, виявляють велетенське яйце величезного метелика Мотри, божества острова Інфант. Попри протести ученого Міури та застереження двох фей-ліліпутів, бізнесмен Кумаяма і його начальник Торахата збираються зробити з яйця приманку для туристів.
Феї знаходять підтримку в особі професора Міури та його друзів — репортерів Ітіро Сакаї і Дзюнко Наканісі. Вони щосили намагаються повернути яйце назад на острів Інфант, але їм це не вдається. Тим часом яйце становить велику загрозу, оскільки гусіні Мотри можуть стати причиною непоправних катастроф.
У цей час в околицях з'являється Ґодзілла й починає атаку на місто Наґоя. Ітіро, Дзюнко та Міура вирушають на Інфант, щоб місцеві мешканці відправили Мотру до Японії знищити Ґодзіллу. Водночас велетенський ящір руйнує місто. У будівлі готелю Торахата вбиває Кумаяму й краде його гроші, але з'являється Ґодзілла та руйнує будівлю. Несподівано з'являється Мотра і починає з динозавром битву, з якої саме Ґодзілла виходить переможцем. Феї починають співати свою священну пісню.
Ґодзілла легко перемагає виставлену проти нього армію і розплавлює всю зброю, коли з яйця вилуплюються дві гусіні Мотри. Вони ховаються від Ґодзілли в прибережних кручах. Коли до них прямує Ґодзілла, вони замотують його в кокон. Ґодзілла падає в океан, а гусениці разом з феями повертаються на Інфант.

## Кайдзю
- Ґодзілла
- Мотра

## У ролях
| Актор                 | Роль            |
| --------------------- | --------------- |
| Акіра Такарада        | Ітіро Сакаї     |
| Юріко Хосі            | Дзюнко Наканісі |
| Хіроші Коїдзумі       | професор Міура  |
| Ю Фудзікі             | Накамура        |
| сестри Емі та Юмі Іто | феї Сьобідзін   |
| Йосіфумі Тадзіма      | Кумаяма         |
| Кендзі Сахара         | Торахата        |
| Дзюн Тадзакі          | Мурата          |
| Харуо Накаджіма       | Ґодзілла        |

## Знімальна група
- Автор сценарію — Сін'їті Секідзава
- Режисер-постановник — Ісіро Хонда
- Продюсер — Томоюкі Танака
- Виконавчий продюсер — Санедзумі Фудзімото
- Оператор — Хайме Коїдзумі
- Композитор — Акіра Іфукубе
- Художник-постановник — Такео Кіта
- Монтаж — Рьохей Фудзій

## Виробництво
З самого початку основним персонажем фільму повинна була стати Мотра. За нарисами сценарію 1963 року в проєкті повинна була з'явитися вигадана країна Ролісіка (з фільму з Мотрою), уряд якої знову захотів би придбати для себе маленьких фей. Проте через занадто велику кількість сцен, що перегукуються, сюжетна лінія з Ролісікою була видалена.
Під час знімання фільму в Ісіро Хонди виникли деякі розбіжності з композитором Акірою Іфукубе, який спочатку не хотів брати участь у проєкті. Після умовлянь режисера Іфукубе все-таки погодився. Це був єдиний випадок суперечностей між Хондою і Іфукубе.
Під час знімання сцени появи Ґодзілли актор Харуо Накаджіма, що зображує його, випадково спіткнувся і впав усім тілом на модель Замку Наґої. Це непередбачене падіння справило враження на творця спецефектів Ейдзі Цубураю, і він вирішив залишити цей епізод у фільмі. Це був уже восьмий фільм, в якому Накаджімі дісталася роль кайдзю.

## Реліз
Японський кінопрокат стрічки почався 29 квітня 1964 року. Це був єдиний випадок, коли в один рік вийшли одразу два фільми про Ґодзіллу і Мотру. 20 грудня того ж року почався прокат фільму «Ґідора, триголовий монстр».
У США фільм показали під керівництвом American International Pictures в листопаді 1964 року під назвою «Ґодзілла проти Щось», хоча Щось і Мотра — це два різні чудовиська. Це був один з небагатьох фільмів про Ґодзіллу, в який було внесено мінімальну кількість змін, дуже мало епізодів з повної версії було вирізано, тоді як попередні три фільми з Ґодзіллою досить сильно відрізнялися від оригіналу.
На американському постері до фільму Ґодзілла мало схожий на самого себе, його морда більше нагадує крокодилячу.

## Критика
На момент виходу «Мотра проти Ґодзілли» був визнаний критиками як найкращий фільм з усіх знятих про Ґодзіллу.
Але в тому ж році був знятий наступний фільм — «Ґідора, триголовий монстр», який мав ще більший успіх.